# Підняття прапора на Іодзіма

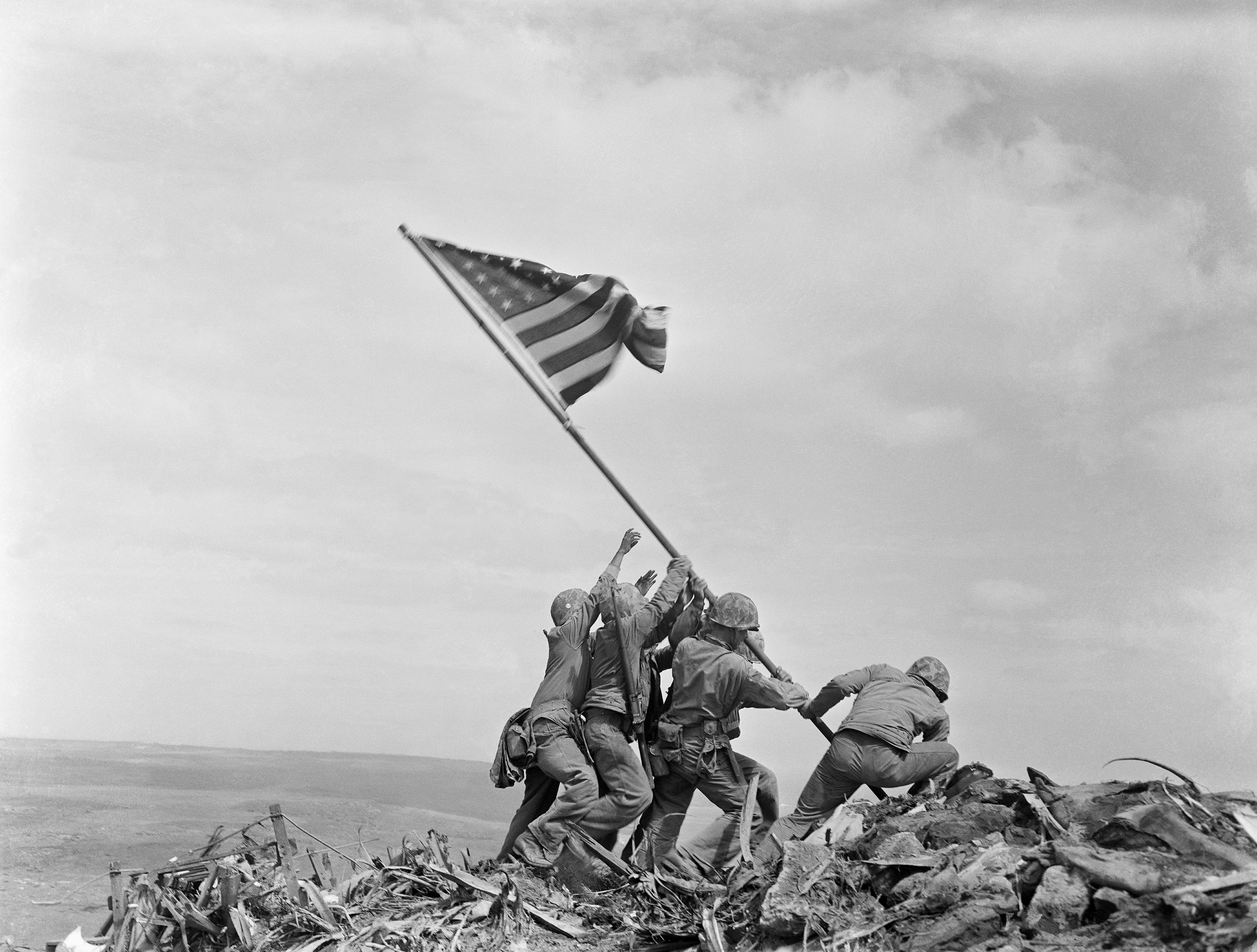
Підняття прапора. Фото Джо Розенталя

Підняття прапора на Іодзіма — відома історична фотографія, зроблена 23 лютого 1945 року Джо Розенталем. Зображує шістьох бійців морської піхоти США, що встановлюють прапор на горі Сурібаті у ході битви за Іодзіму.
Фото було опубліковане в недільних випусках американських газет 25 лютого 1945, згодом набуло популярності та було розтиражоване у тисячах публікацій. Джо Розенталь отримав Пулітцерівську премію у галузі фотографії, ставши єдиним журналістом, який отримав цю нагороду у той же самий рік, коли було зроблено фото.
Через свою надзвичайну впізнаванність та розповсюдженість стало основою для великої кількості пародій.

## Історія

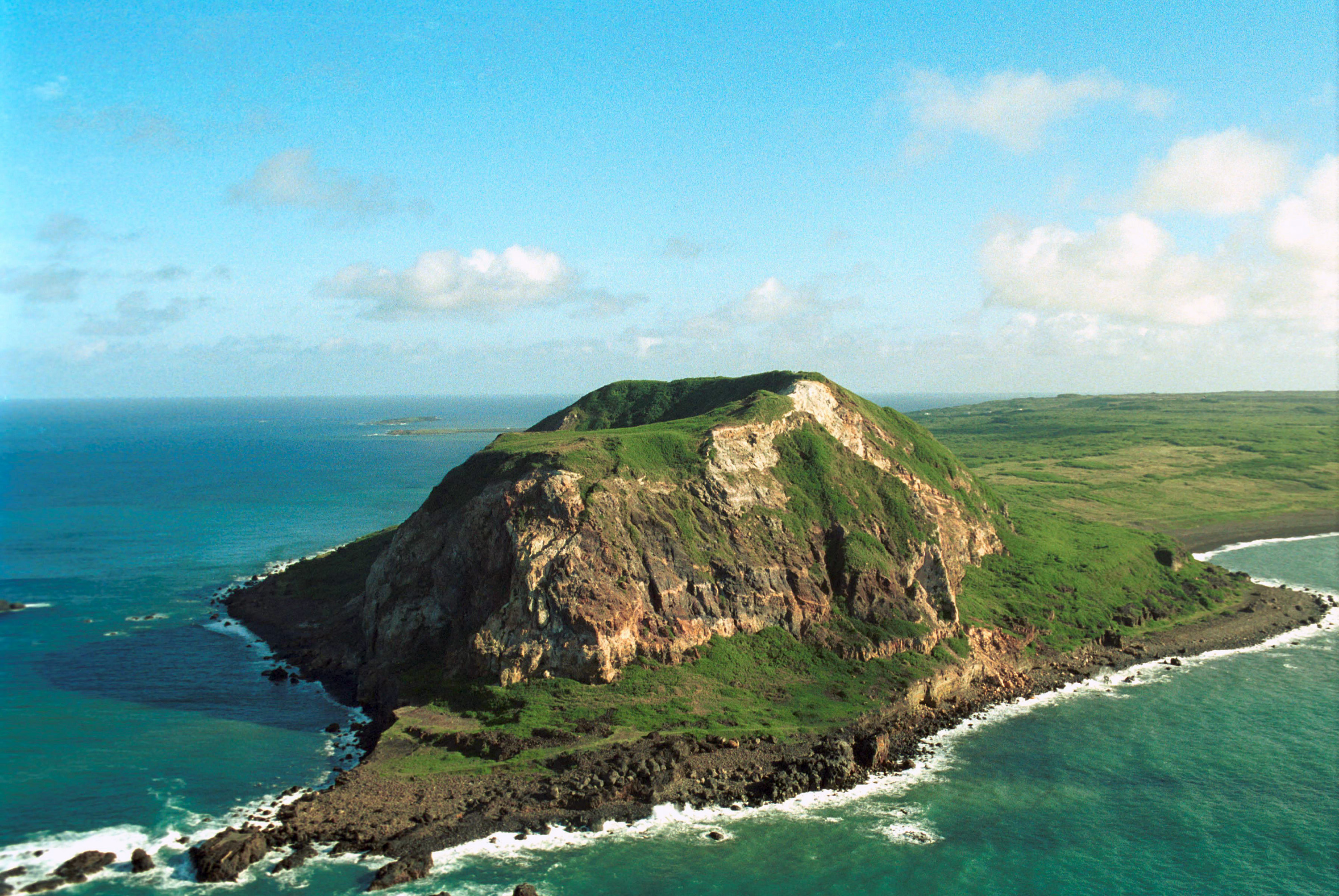
Гора Сурібаті

Битва за Іодзіму була першою військовою операцією сил США на японській землі, згодом вона виявилась єдиною наземною операцією японських сил, у якій втрати армії США перевищили втрати Японії.
20 лютого 1945 року після артпідготовки почались бої за гору Сурібаті — вона була окремим, наполовину незалежним оборонним районом, який містив замасковану берегову артилерію і чимало дотів. Усі дороги, по яких могли просуватися танки армії США були перериті протитанковими ровами. Японці билися за кожен метр схилів гори. Наземний вогонь був неефективний проти японських підземних укріплень, тому морські піхотинці зачищали доти і бункери ручними гранатами та вогнеметами. Під час бою за Сурібаті загинув командир оборони, полковник Ацудзі Канехіко.

### Перше встановлення прапора

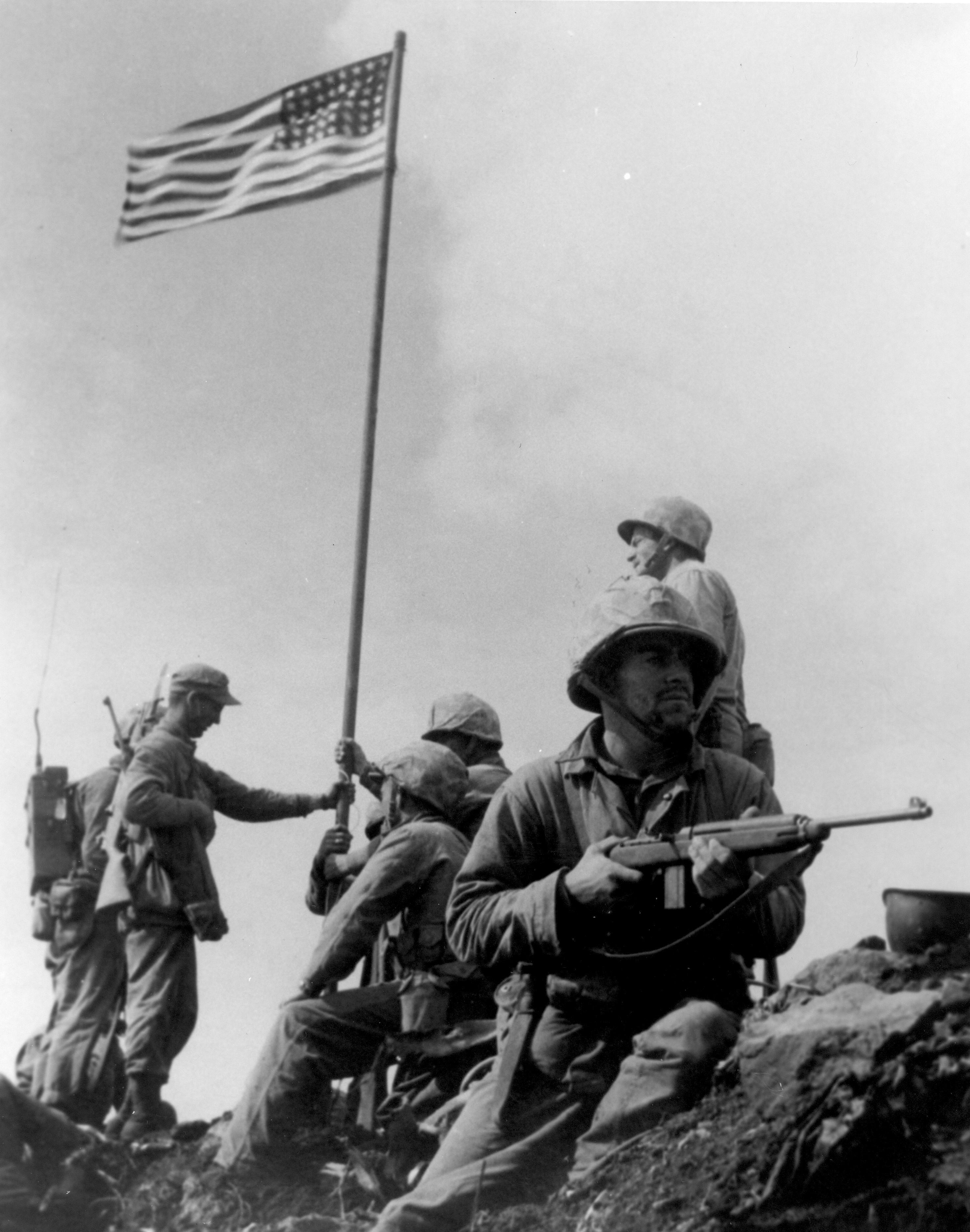
Світлина, зроблена Луісом Ловері під час першого встановлення прапора

Перший прапор на Сурібаті було встановлено групою морських піхотинців під командуванням Джона Веллса (англ. John Keith Wells) приблизно в 10:20 23 лютого. Цей момент зафіксував на фото військовий кореспондент флоту Луїс Ловері (англ. Louis R. Lowery).

### Друге встановлення прапора
Прапор для першого встановлення взяли з транспортного корабля USS Missoula (APA-211). Його розміри становили 137х71 см, цього було замало, щоб розгледіти його з північного боку гори, де ще тривали бої. Тому було прийнято рішення встановити другий, більший прапор.
Саме під час другого встановлення Джо Розенталь зробив своє історичне фото. Пізніше він згадував, що це сталось майже випадково — він дивився в інший бік, краєм ока побачив бійців і швидко навів камеру, навіть не використавши видошукач.
Також момент підняття прапора був відзнятий на кіноплівку сержантом Біллом Геностом (англ. Bill Genaust).
На фото зображені сержант Майкл Стренк (Michael Strank, мав українське походження), капрал Гарлон Блок (Harlon Block), рядові першого класу: Френклін Суслі (Franklin Sousley), Рене Ганьйон (Rene Gagnon), Айра Хейес (Ira Hayes), і Гарольд Шульц (Harold Schultz; ідентифікований у 2016, до того вважалось, що це Джон Бредлі — англ. John Bradley). Троє з них (Стренк, Блок та Суслі) загинули в боях у наступні кілька днів.

## Суперечки щодо постановочності фото
Джо Розенталь також зробив групове фото учасників встановлення на фоні прапора (воно часто згадується як «Gun Ho photo»). Через кілька днів працівник Associated Press запитав його «Чи є це фото постановочним?». Розенталь, подумавши саме про цю фотографію, відповів «Так, звісно». Пізніше ситуацію було з'ясовано, однак чутки вже встигли розповсюдитись.

## Подальше використання
Обидва прапори з Іодзіми були збережені та згодом виставлені у Національному музеї морської піхоти США. Навіть будівля музею спроектована так, щоб нагадувати про цей епізод війни.
На основі фото було створено пам'ятник морським піхотинцям у Арлінгтоні.
Клінт Іствуд зняв на основі цих подій фільм «Прапори наших батьків».

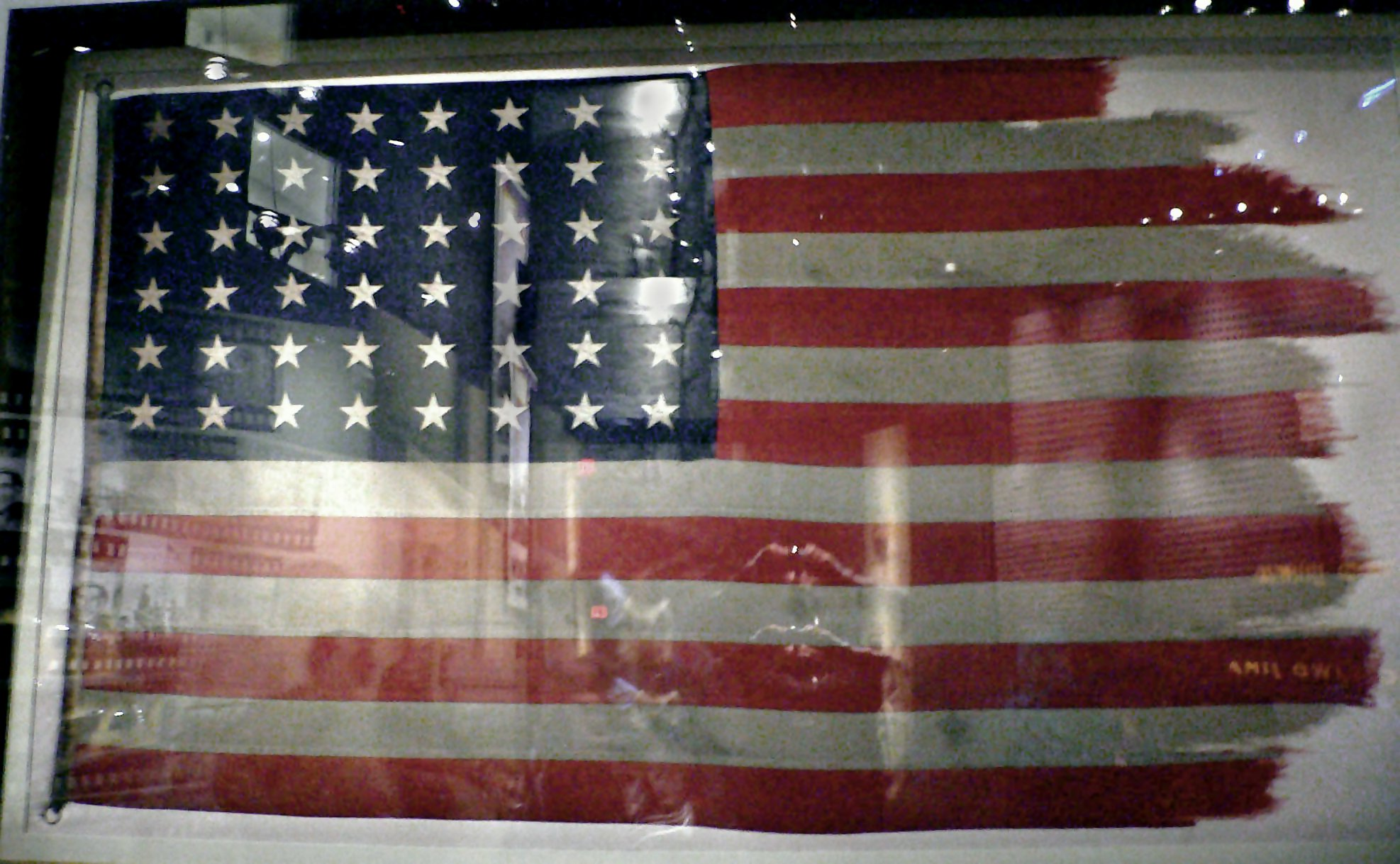
Другий прапор, піднятий над Іодзіма
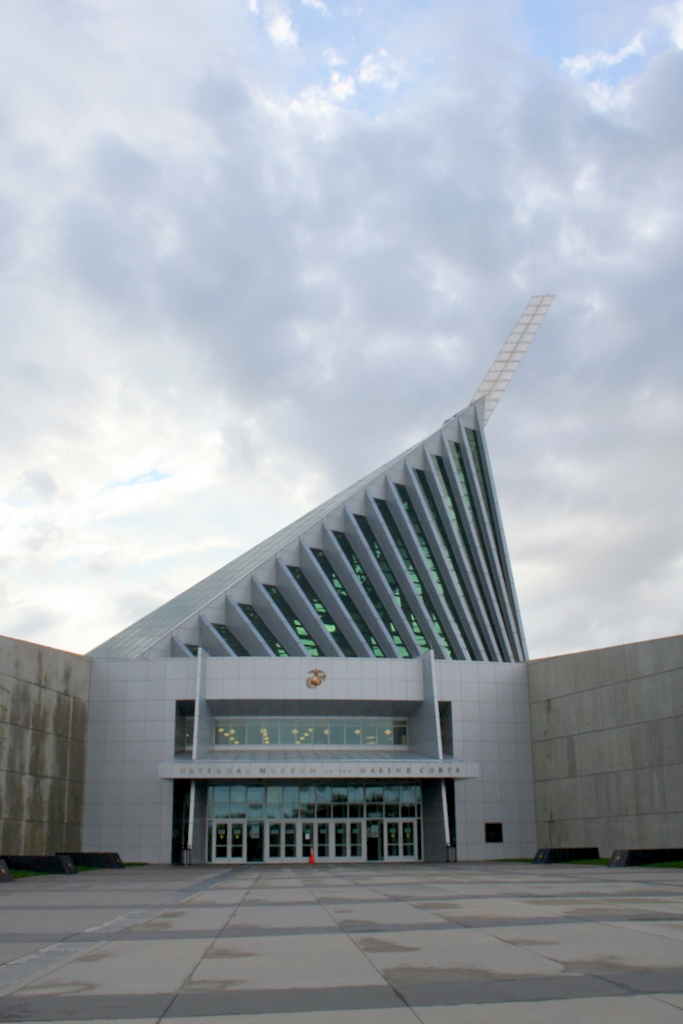
Будівля Національного музею морської піхоти США
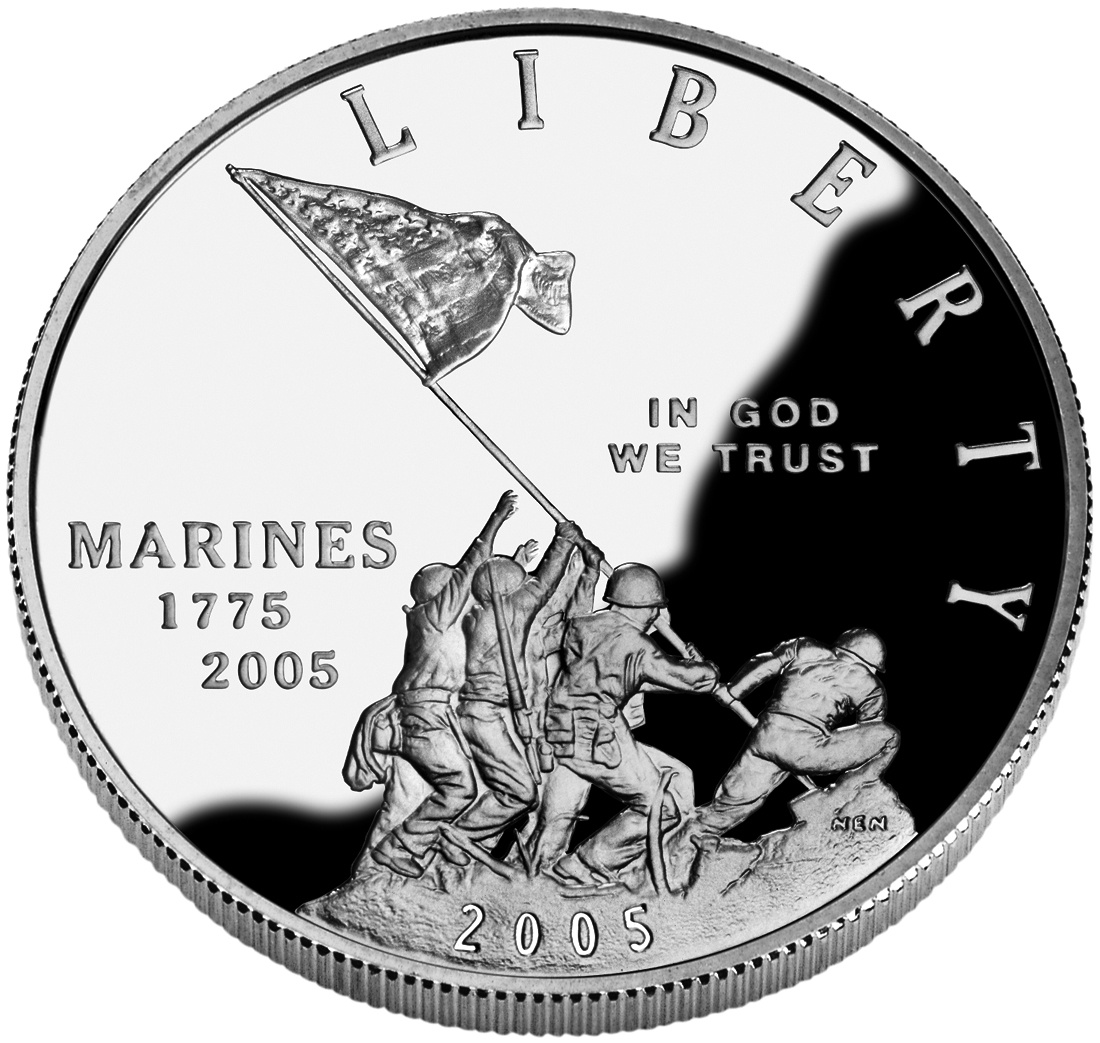
Marine Corps 230th Anniversary silver dollar
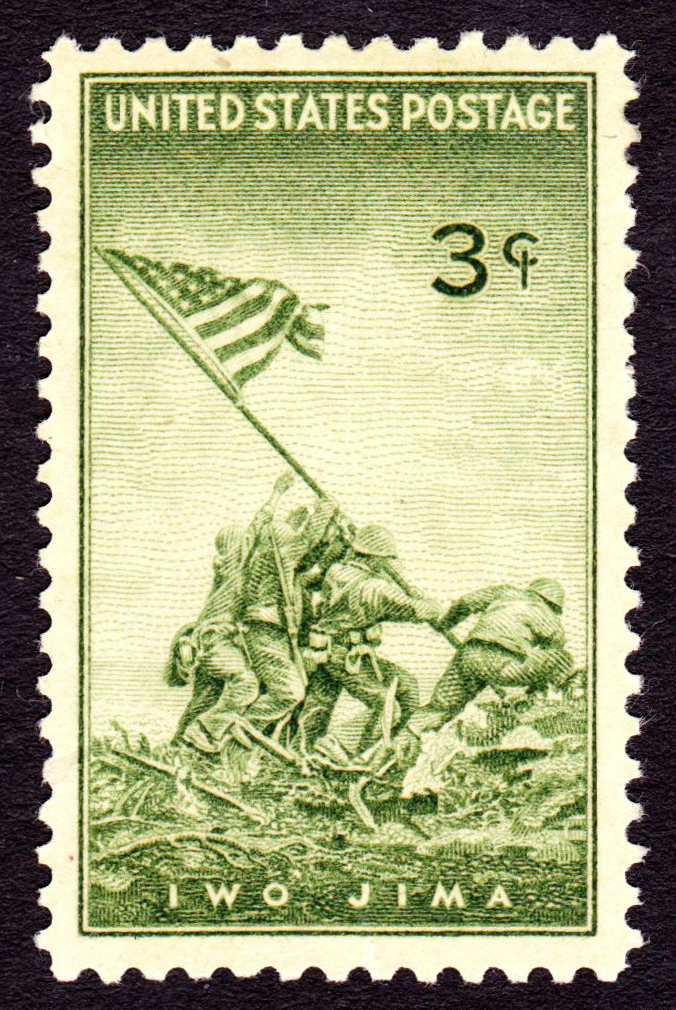
Поштова марка, випущена у 1945
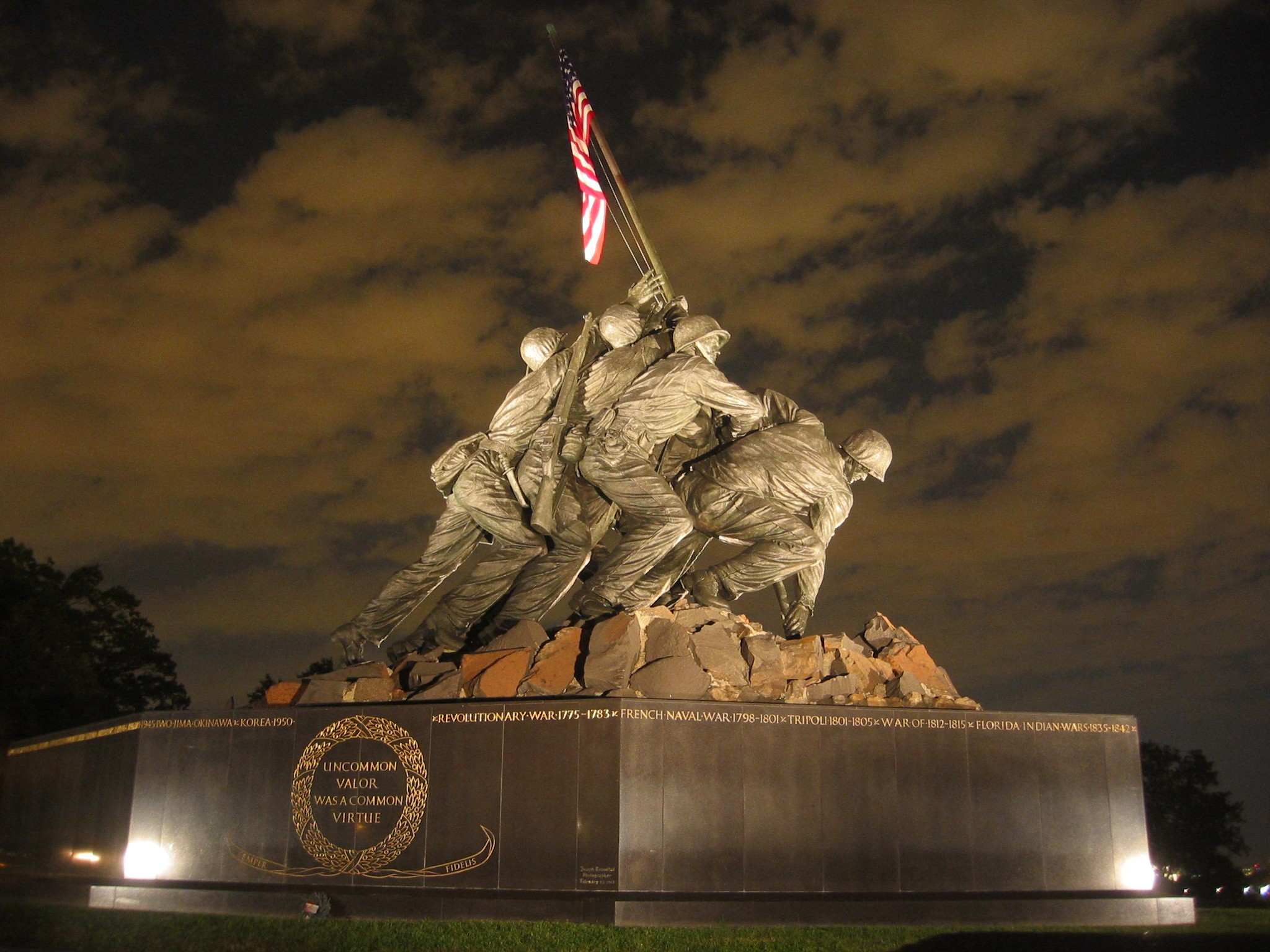
Пам'ятник морським піхотинцям у Арлінгтоні
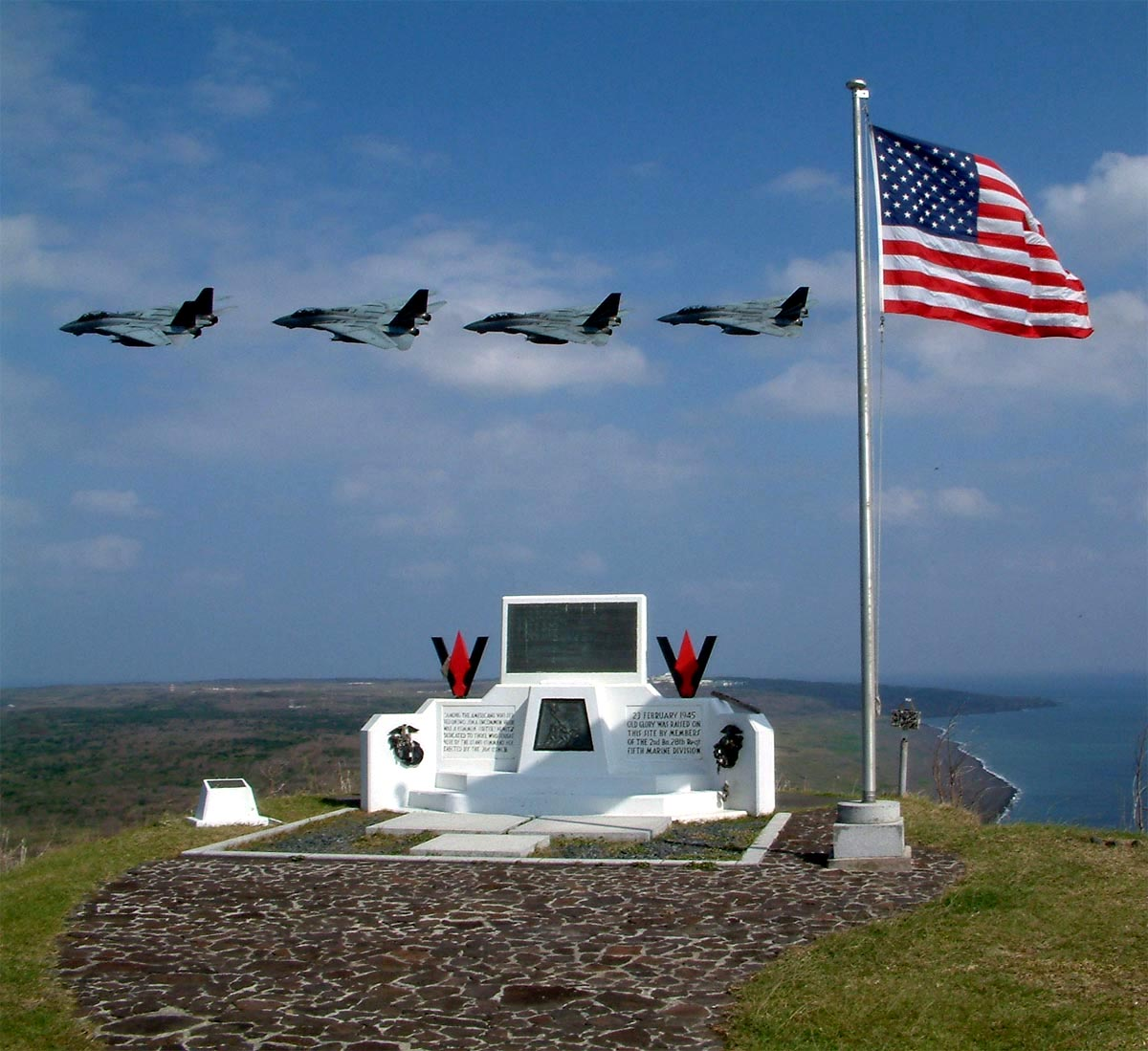
Місце підняття прапора на вершині гори Сурібаті. 2003 рік